# قائمة البعثات الدبلوماسية في مدغشقر

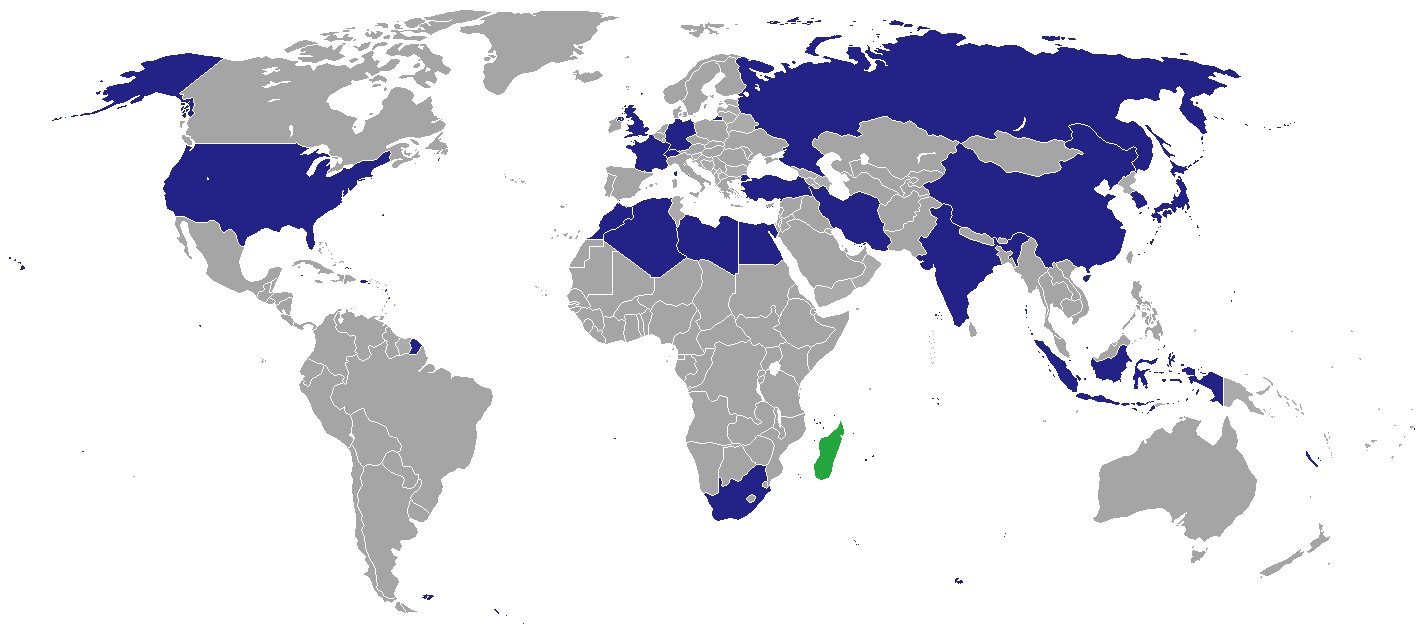
خريطة البعثات الدبلوماسية في مدغشقر

تعرض هذه الصفحة قائمة البعثات الدبلوماسية في مدغشقر. حاليا، توجد في العاصمة أنتاناناريفو 23 سفارات. دول أخرى عديدة لها سفراء معتمدون في مدغشقر، لكن معظمهم يقيم في عواصم دول أخرى. هذه القائمة تستثني القنصليات الفخرية.

## سفارات فيأنتاناناريفو

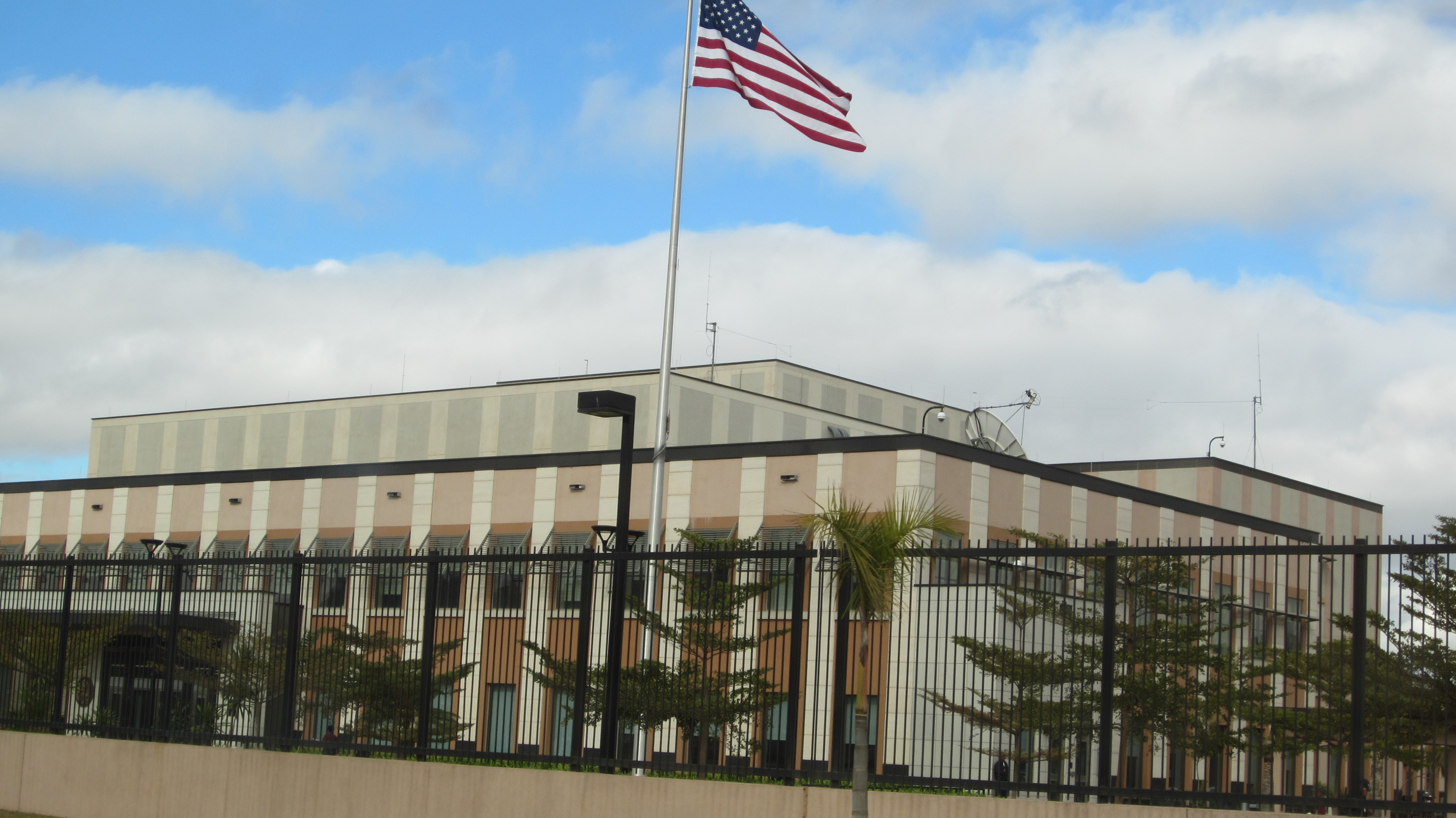
سفارة الولايات المتحدة في أنتاناناريفو

| - الجزائر - الصين - جزر القمر - مصر - فرنسا - ألمانيا - الفاتيكان - الهند - إندونيسيا - إيران - اليابان - ليبيا | - موريشيوس - المغرب - النرويج - روسيا - جنوب أفريقيا - كوريا الجنوبية - فرسان مالطا - سويسرا - تركيا - المملكة المتحدة - الولايات المتحدة |

## مكاتب أخرى
- الاتحاد الأوروبي (وفد)
- تايلاند (قنصلية عامة)

### قنصليات فيأنتسيرانانا
- فرنسا مكتب قنصلي

### قنصليات فيماهاجانجا
- جزر القمر قنصلية
- فرنسا مكتب قنصلي

### قنصليات فيتواماسينا
- الصين قنصلية عامة
- فرنسا مكتب قنصلي

## سفارات غير مقيمة
مقيمة في بريتوريا مالم يذكر خلاف ذلك.
| - الأرجنتين (نيروبي) - أستراليا (بورت لويس) - النمسا - بلجيكا (نيروبي) - البرازيل (مابوتو) - الكاميرون (أديس أبابا) - كندا - كرواتيا - كوبا (نيروبي) - قبرص - اليونان (نيروبي) - إسرائيل (القدس) - إيطاليا - ليسوتو - مالي | - المكسيك - هولندا (دار السلام) - النرويج - بولندا (نيروبي) - البرتغال (مابوتو) - رومانيا - السعودية (دار السلام) - صربيا (نيويورك) - سلوفاكيا - إسبانيا - تنزانيا - ترينيداد وتوباغو - الإمارات العربية المتحدة - أوكرانيا - فيتنام (مابوتو) |

## سفارات سابقة
- كوريا الشمالية
- الدنمارك
- السنغال

## مقالات متعلقة
- علاقات مدغشقر الخارجية